# Wenslingen
Wenslingen (im Dialekt Wäislige [ʋæɪslɪɡə] ausgesprochen) ist eine Einwohnergemeinde im Bezirk Sissach des Schweizer Kantons Basel-Landschaft.

## Geographie

Historisches Luftbild von Werner Friedli von 1953

Wenslingen liegt direkt am Hauptzug des Jura auf dem südwestlichen Teil einer Hochebene, die sich vom Ergolztal bis zum Eital erstreckt.
Die Gemeinde Wenslingen grenzt im Norden an Rothenfluh, im Osten an Anwil, im Südosten an Oltingen, im Süden an Zeglingen, im Südwesten an Kilchberg, im Westen an Tecknau und im Nordwesten an Ormalingen.

## Geschichte
1280 wurde Wenslingen zum ersten Mal urkundlich erwähnt. 1461 ging das Dorf in die Herrschaft von Basel über. 1814 wurde Wenslingen dem Bezirk Sissach zugeteilt.

## Wappen
Das Wappen von Wenslingen existiert seit 1946. Es ist gespalten von Gold mit einer grünen Tanne auf schwarzem Grund und von Rot mit einer goldenen Ähre.

## Bevölkerung
Wenslingen ist mehrheitlich evangelisch-reformiert und gehört zusammen mit Anwil zur Kirchgemeinde Oltingen. Die römisch-katholischen Einwohner gehören zur Pfarrei Gelterkinden.

## Sehenswürdigkeiten
- Ruine Ödenburg
- Traugott Meyer-Brunnen
- Bruderloch (Karsthöhle)

## Bilder

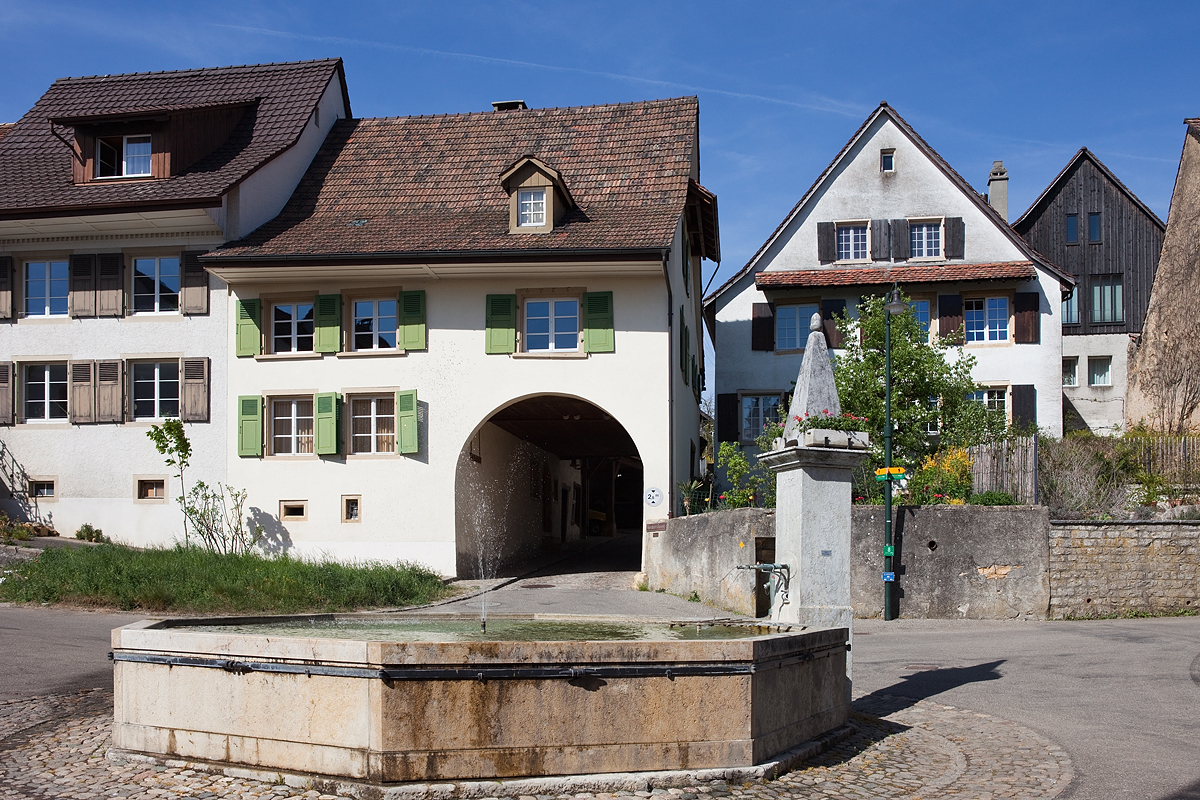
Dorfplatz
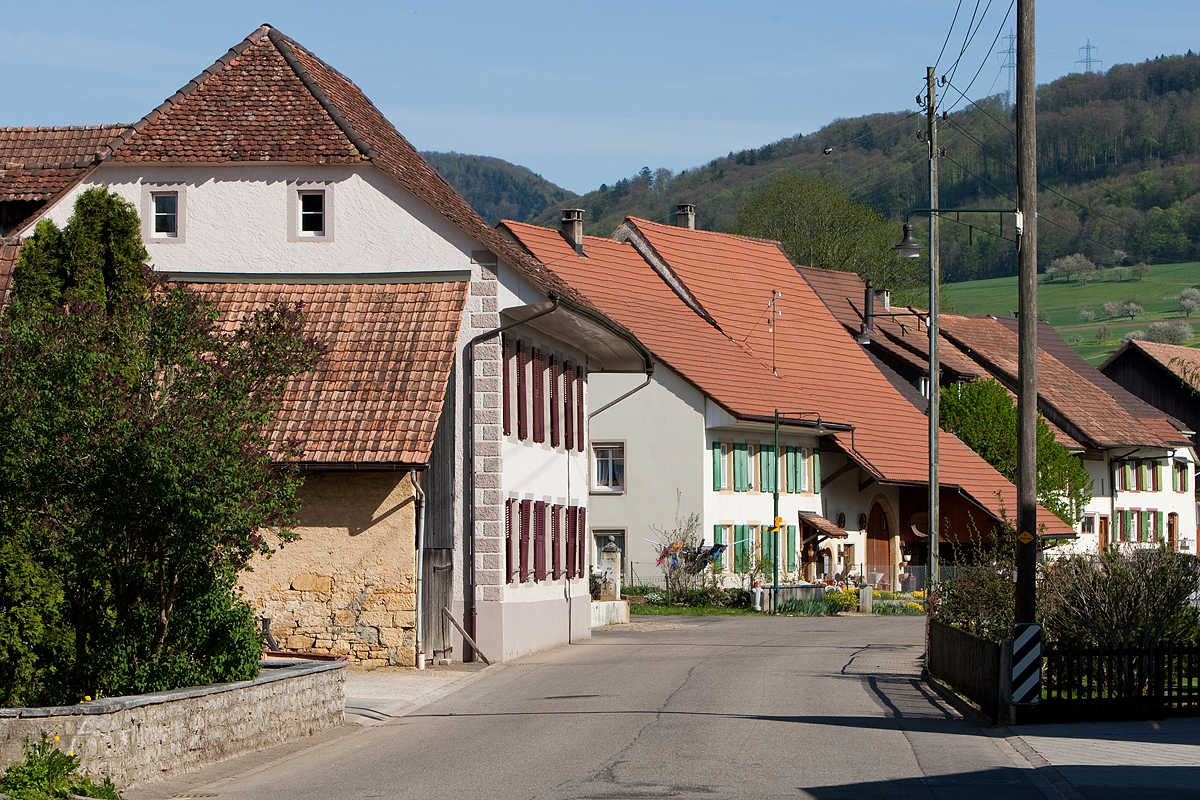
Hauptstrasse
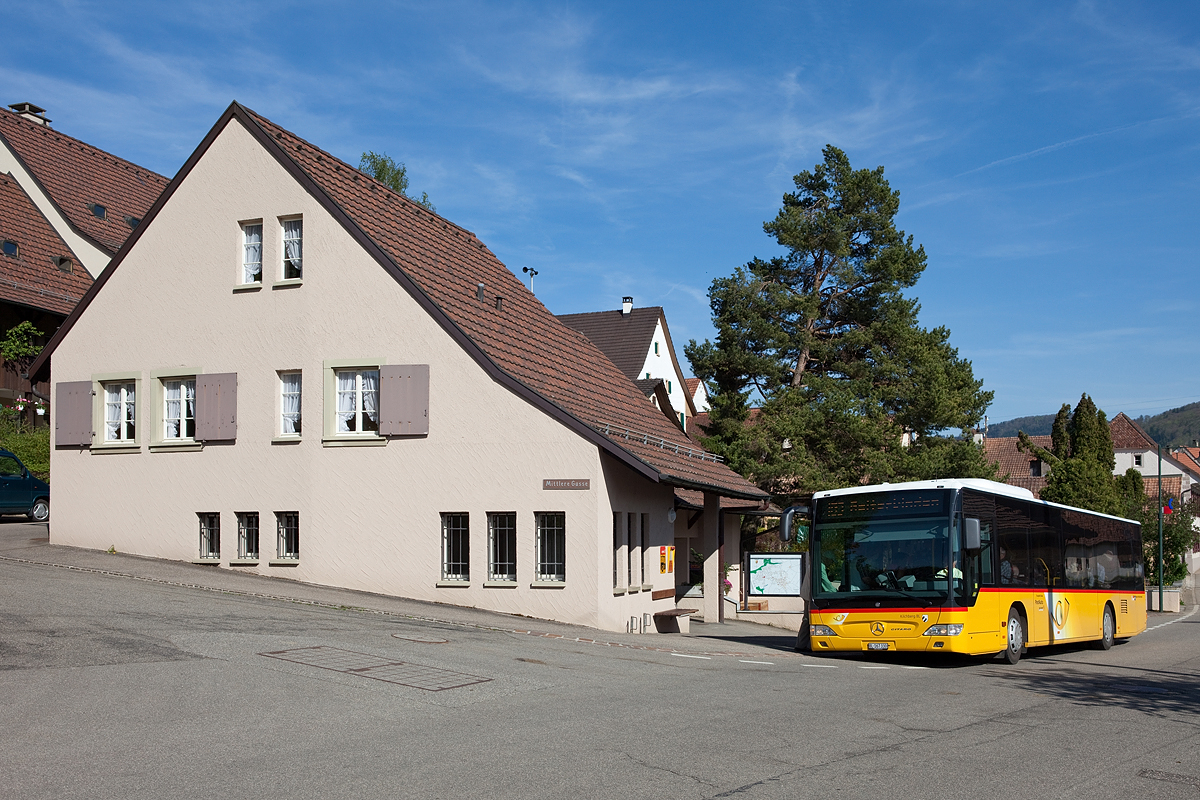
Gemeindeverwaltung
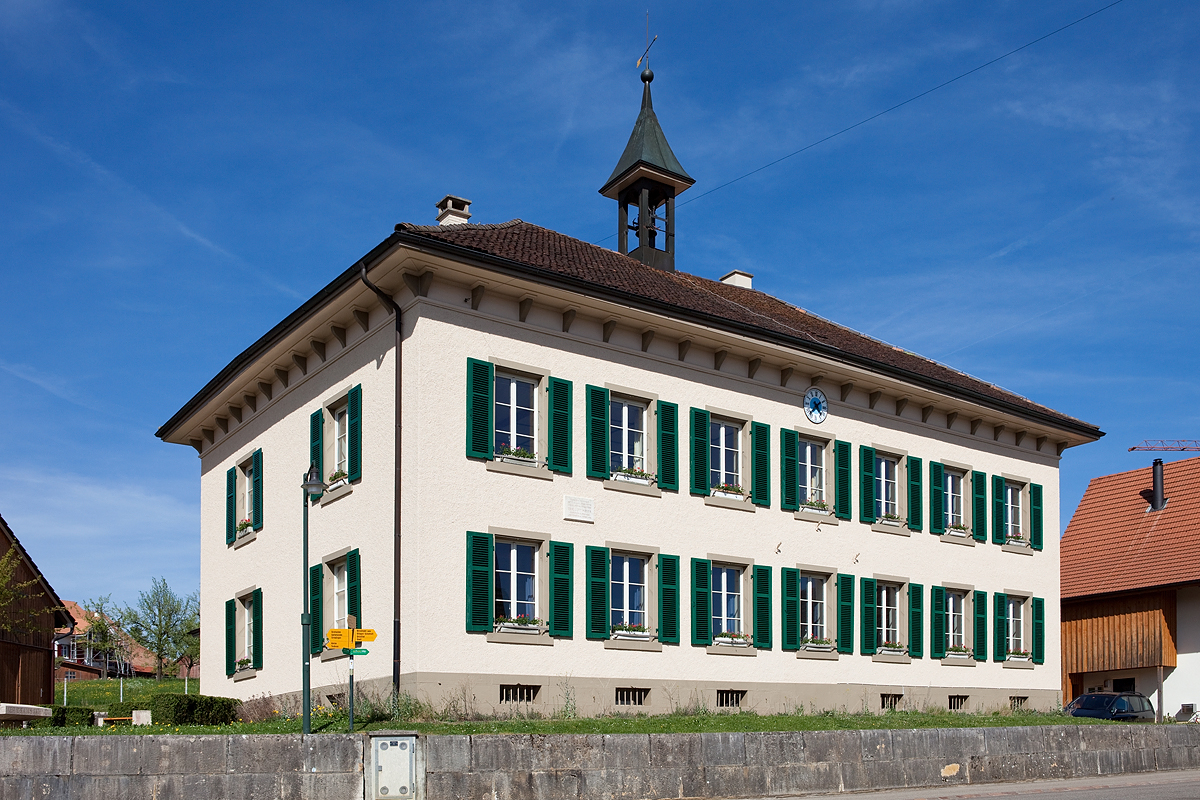
Dorfschulhaus
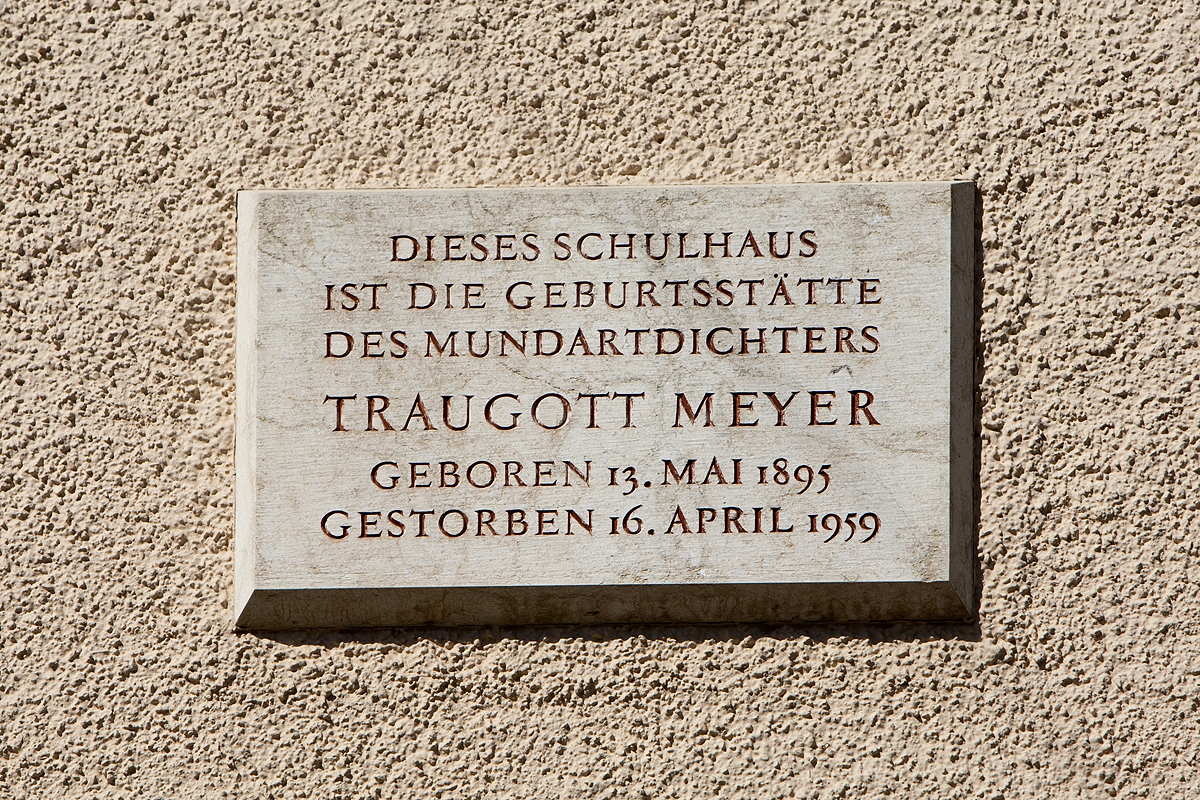
Gedenktafel Traugott Meyer

## Persönlichkeiten
- Traugott Meyer (* 13. Mai 1895 in Wenslingen; † 16. April 1959 in Basel), Mundartschriftsteller
- Gustav Meyer (* 18. Februar 1897 in Wenslingen; † 9. März 1966 in Basel), Altphilologe und Bibliothekar
- Regula Waldner (* 1966), Landrätin (Grüne)